# 宮沢なお
宮沢 なお（みやざわ なお、1987年6月2日 - ）は、日本のタレント、歌手。神奈川県出身。アイント所属。

## 来歴
2009年8月に佐倉真衣、藤田舞美と共にダンスポーカルユニット『SHAKE』（シェイク）を結成。
1stシングル「SHAKE Vol.1」は元ECHOESの伊藤浩樹が、2ndシングル「SHAKE Vol.2」は元JUDY AND MARYの恩田快人がプロデュース。2ndシングルでは、JUDY AND MARYのそばかすをカバーした。
2010年6月30日に、自身のブログでSHAKEの脱退を報告。同年8月4日に、同じSHAKEで組んだ佐倉真衣と共にヴォーカルユニット『まい×なお』を結成する。

## 主な出演作品

### 舞台
- 「ココ・スマイル」再演（1999年12月）ジョーズカンパニー公演作品
- 「ココ・スマイル3」（2002年8月、2004年8月）
- 「フレンズ〜ガラクタ怪獣のなみだ〜」（2003年12月〜2004年1月、2006年8月）ジョーズカンパニー公演作品
- 「ココ・スマイル4」（2005年8月）
- 「死して罪禍の汚名を残すこと勿れ」（2007年2月）
- 「ラブリーズ〜君に捧げるハーモニー〜」（2008年1月）ジョーズカンパニー公演作品
- 戦国降臨GIRL（2012年12月）
- HIDEYOSHI（2013年4月）

### テレビ
- 日本の、これから （NHK、2006年1月21日）
- 未来創造堂 （日本テレビ、2006年9月8日）テリヤキバーガー編
- 都立水商! （日本テレビ、2006年3月28日）
- ウエンズデー J-POP （NHK、2008年7月9日）
- 今夜もドル箱 （テレビ東京、2010年4月13日-恩田快人、佐倉真衣、藤田舞美と）SHAKEのメンバーとして出演
- まっつぐ〜鎌倉河岸捕物控〜 （NHK、2010年4月17日）木曜時代劇 (NHK)
- 新・警視庁捜査一課9係 （テレビ朝日、2010年7月14日）第3話
- LADY〜最後の犯罪プロファイル〜（2011年2月25日、TBS）第8話

### インターネット番組
- コイカツ　恋愛ノウハウトークライブvol.2（マシェリバラエティ　マシェバラ 2010年10月22日）

### CD
- 「SHAKE Vol.1」（2009年8月19日 ワーロックエンターテインメント／日本コロムビア）

1. Dream
2. Dream（Remix Ver.）

- 「SHAKE Vol.2」（2010年1月20日 ワーロックエンターテインメント／日本コロムビア）

1. OPENING 〜Let's dance with SHAKE〜
2. そばかす - JUDY AND MARYのカバー
3. 時のいたずら - 佐倉真衣作詞
4. Misty Love - 藤田舞美作詞
5. My Hero - 宮沢なお作詞

- 星のピアス（2010年8月4日 バウンディ） ※振付は三浦亨

1. 夏のヒロイン - 河合奈保子のカバー
2. 気まぐれヴィーナス - 桜田淳子のカバー
3. 星のピアス - 佐倉真衣作詞

### 映画
- 行方不明（2012年11月10日、オールインエンタテインメント）
- 愁雨（2014年10月4日） - 主演：木内咲子 役[注釈 1][1]

### その他
- 「北秋時間」（2009年 秋田県大館市PRビデオ）